# Neunkirchen (Unterfranken)
Neunkirchen er en kommune i Landkreis Miltenberg i Regierungsbezirk Unterfranken i den tyske delstat Bayern. Den er en del af Verwaltungsgemeinschaft Verwaltungsgemeinschaft Erftal der har hjemsted i Bürgstadt.

## Geografi
Neunkirchen ligger i Geo-Naturpark Bergstraße-Odenwald, mellem Miltenberg og Wertheim i delstaten Baden-Württemberg som kommunen grænser op til på tre sider.

### Inddeling
Ud over Neunkirchen, ligger i kommunen landsbyerne Richelbach og Umpfenbach.
Den højtliggende kommune blev dannet ved en sammenlægning af de tidligere selvstændige kommuner Neunkirchen, Richelbach Umpfenbach 1. juli 1975.